# Mistrzostwa Cypru kategorii A w piłce siatkowej mężczyzn
Mistrzostwa Cypru kategorii A w piłce siatkowej mężczyzn (gr. Πρωτάθλημα Α' κατηγορίας ανδρών Κύπρου, Protatlima A' katigorias andron Kipru) – najwyższa w hierarchii klasa męskich ligowych rozgrywek siatkarskich na Cyprze organizowana przez Cypryjski Związek Piłki Siatkowej od 1978 roku.
Od sezonu 2006/2007 tytularnym sponsorem rozgrywek jest przedsiębiorstwo OPAP.

## Medaliści

### Mistrzostwa Cypru (1928-1958)
| Sezon | 1. miejsce              | 2. miejsce                 |
| ----- | ----------------------- | -------------------------- |
| 1928  | GS Zinon                | GS Pangipria               |
| 1929  | GS Ewajoras             | EAE Aleksandrias           |
| 1931  | GS Pangipria            | GS Ewajoras                |
| 1932  | AMO Larnaka             | APOEL Nikozja              |
| 1933  | GS Zinon                | GS Ewajoras                |
| 1934  | AEL Lemesu              |                            |
| 1936  | GS Zinon                | GS Ewajoras                |
| 1938  | GS Zinon                | GS Pangipria               |
| 1939  | GS Olympia              | GS Zinon                   |
| 1940  | GS Zinon                | GS Pangipria               |
| 1945  | GS Zinon                | GS Pangipria               |
| 1947  | SE Elinon Apof. Scholon | Eliniko Gimnasio Famagusta |
| 1949  | GS Olympia              | GS Pangipria               |
| 1954  | APOEL Nikozja           | ENAD                       |
| 1958  | Maratonas Kato Warosion | EN Ajiu Memnonos           |

### Mistrzostwa organizowane przez SEGAS Cypr
| Sezon | 1. miejsce              | 2. miejsce    |
| ----- | ----------------------- | ------------- |
| 1960  | Maratonas Kato Warosion | APOEL Nikozja |
| 1962  | Maratonas Kato Warosion |               |
| 1963  | PAEK Kirenia            | APOEL Nikozja |

### Mistrzostwa organizowane przez Cypryjski Lokalny Komitet Sportowy
| Sezon | 1. miejsce    | 2. miejsce           |
| ----- | ------------- | -------------------- |
| 1969  | APOEL Nikozja | PAEK Kirenia         |
| 1970  | APOEL Nikozja | Piroswestiki Dinami  |
| 1971  | APOEL Nikozja | Piroswestiki Dinami  |
| 1972  | APOEL Nikozja | Anorthosis Famagusta |

### Mistrzostwa organizowane przez Grecki Związek Piłki Siatkowej Cypru
| Sezon | 1. miejsce           | 2. miejsce           |
| ----- | -------------------- | -------------------- |
| 1973  | Anorthosis Famagusta | Olympiakos Nikozja   |
| 1974  | Olympiakos Nikozja   | Anagennisi Derinia   |
| 1975  | Anorthosis Famagusta | Olympiakos Nikozja   |
| 1976  | Olympiakos Nikozja   | Anorthosis Famagusta |
| 1977  | Anorthosis Famagusta | Olympiakos Nikozja   |

### Mistrzostwa organizowane przez Cypryjski Związek Piłki Siatkowej
| Sezon     | 1. miejsce                                                              | 2. miejsce                                                              | 3. miejsce                                                              |
| --------- | ----------------------------------------------------------------------- | ----------------------------------------------------------------------- | ----------------------------------------------------------------------- |
| 1978      | Anorthosis Famagusta                                                    | Nea Salamina Famagusta                                                  | Olympiakos Nikozja                                                      |
| 1978/1979 | APOEL Nikozja                                                           | Anagennisi Derinia                                                      | Anorthosis Famagusta                                                    |
| 1979/1980 | APOEL Nikozja                                                           | Anagennisi Derinia                                                      | Nea Salamina Famagusta                                                  |
| 1980/1981 | APOEL Nikozja                                                           | Nea Salamina Famagusta                                                  | Anagennisi Derinia                                                      |
| 1981/1982 | Anorthosis Famagusta                                                    | APOEL Nikozja                                                           | Nea Salamina Famagusta                                                  |
| 1982/1983 | APOEL Nikozja                                                           | Nea Salamina Famagusta                                                  | Anagennisi Derinia                                                      |
| 1983/1984 | APOEL Nikozja                                                           | Anorthosis Famagusta                                                    | Anagennisi Derinia                                                      |
| 1984/1985 | APOEL Nikozja                                                           | Anorthosis Famagusta                                                    | Olympias Neapolis                                                       |
| 1985/1986 | Anorthosis Famagusta                                                    | APOEL Nikozja                                                           | Nea Salamina Famagusta                                                  |
| 1986/1987 | Anorthosis Famagusta                                                    | APOEL Nikozja                                                           | Olympias Neapolis                                                       |
| 1987/1988 | Anorthosis Famagusta                                                    | APOEL Nikozja                                                           | Nea Salamina Famagusta                                                  |
| 1988/1989 | Anorthosis Famagusta                                                    | APOEL Nikozja                                                           | Nea Salamina Famagusta                                                  |
| 1989/1990 | Nea Salamina Famagusta                                                  | Anorthosis Famagusta                                                    | APOEL Nikozja                                                           |
| 1990/1991 | Nea Salamina Famagusta                                                  | Anorthosis Famagusta                                                    | Omonia Nikozja                                                          |
| 1991/1992 | Pafiakos Pafos                                                          | Anorthosis Famagusta                                                    | Nea Salamina Famagusta                                                  |
| 1992/1993 | Anorthosis Famagusta                                                    | Pafiakos Pafos                                                          | Nea Salamina Famagusta                                                  |
| 1993/1994 | Anorthosis Famagusta                                                    | Nea Salamina Famagusta                                                  | Pafiakos Pafos                                                          |
| 1994/1995 | Anorthosis Famagusta                                                    | Pafiakos Pafos                                                          | Omonia Nikozja                                                          |
| 1995/1996 | Anorthosis Famagusta                                                    | Pafiakos Pafos                                                          | Nea Salamina Famagusta                                                  |
| 1996/1997 | Anorthosis Famagusta                                                    | Enosis Neon Paralimni                                                   | Omonia Nikozja                                                          |
| 1997/1998 | Nea Salamina Famagusta                                                  | Omonia Nikozja                                                          | Pafiakos Pafos                                                          |
| 1998/1999 | Nea Salamina Famagusta                                                  | Pafiakos Pafos                                                          | Anorthosis Famagusta                                                    |
| 1999/2000 | Nea Salamina Famagusta                                                  | Pafiakos Pafos                                                          | APOEL Nikozja                                                           |
| 2000/2001 | Nea Salamina Famagusta                                                  | Anorthosis Famagusta                                                    | Pafiakos Pafos                                                          |
| 2001/2002 | Nea Salamina Famagusta                                                  | Pafiakos Pafos                                                          | Dionysos Strumbi                                                        |
| 2002/2003 | Nea Salamina Famagusta                                                  | Pafiakos Pafos                                                          | Anagennisi Derinia                                                      |
| 2003/2004 | Pafiakos Pafos                                                          | Nea Salamina Famagusta                                                  | Anorthosis Famagusta                                                    |
| 2004/2005 | Anorthosis Famagusta                                                    | Dionysos Strumbi                                                        | AE Karawa Lambusa                                                       |
| 2005/2006 | Pafiakos Pafos                                                          | Dionysos Strumbi                                                        | Omonia Nikozja                                                          |
| 2006/2007 | Anorthosis Famagusta                                                    | Pafiakos Pafos                                                          | AE Karawa Lambusa                                                       |
| 2007/2008 | Anorthosis Famagusta                                                    | Nea Salamina Famagusta                                                  | Pafiakos Pafos                                                          |
| 2008/2009 | Anorthosis Famagusta                                                    | Pafiakos Pafos                                                          | Omonia Nikozja                                                          |
| 2009/2010 | Anorthosis Famagusta                                                    | AE Karawa Lambusa                                                       | Omonia Nikozja                                                          |
| 2010/2011 | Anorthosis Famagusta                                                    | AE Karawa Lambusa                                                       | Nea Salamina Famagusta                                                  |
| 2011/2012 | AE Karawa Lambusa                                                       | Anorthosis Famagusta                                                    | Nea Salamina Famagusta                                                  |
| 2012/2013 | Nea Salamina Famagusta                                                  | Anorthosis Famagusta                                                    | AE Karawa Lambusa                                                       |
| 2013/2014 | Anorthosis Famagusta                                                    | Omonia Nikozja                                                          | Anagennisi Derinia                                                      |
| 2014/2015 | Omonia Nikozja                                                          | AE Karawa Lambusa                                                       | Anorthosis Famagusta                                                    |
| 2015/2016 | Omonia Nikozja                                                          | Pafiakos Pafos                                                          | AE Karawa Lambusa                                                       |
| 2016/2017 | Omonia Nikozja                                                          | Pafiakos Pafos                                                          | Nea Salamina Famagusta                                                  |
| 2017/2018 | Pafiakos Pafos                                                          | Omonia Nikozja                                                          | Nea Salamina Famagusta                                                  |
| 2018/2019 | Omonia Nikozja                                                          | Pafiakos Pafos                                                          | APOEL Nikozja                                                           |
| 2019/2020 | Z powodu pandemii COVID-19 rozgrywki zostały przerwane i niedokończone. | Z powodu pandemii COVID-19 rozgrywki zostały przerwane i niedokończone. | Z powodu pandemii COVID-19 rozgrywki zostały przerwane i niedokończone. |
| 2020/2021 | Omonia Nikozja                                                          | Pafiakos Pafos                                                          | Anorthosis Famagusta                                                    |
| 2021/2022 | Omonia Nikozja                                                          | Pafiakos Pafos                                                          | Anorthosis Famagusta                                                    |
| 2022/2023 | Omonia Nikozja                                                          | APOEL Nikozja                                                           | Pafiakos Pafos                                                          |
| 2023/2024 | Omonia Nikozja                                                          | Pafiakos Pafos                                                          | Nea Salamina Famagusta                                                  |
| 2024/2025 | Pafiakos Pafos                                                          | Omonia Nikozja                                                          | Nea Salamina Famagusta                                                  |